# Saison 2025-2026 des Clippers de Los Angeles
La saison 2025-2026 des Clippers de Los Angeles est la 56e saison de la franchise en National Basketball Association (NBA) et la 42e saison à Los Angeles.

## Draft
| Tour | Choix | Joueur                   | Poste | Nationalité | Provenance                  |
| ---- | ----- | ------------------------ | ----- | ----------- | --------------------------- |
| 1    | 30    | Yanic Konan Niederhauser | C     | Suisse      | Nittany Lions de Penn State |
| 2    | 51    | Mohamed Diawara          | PF    | France      | Cholet Basket (France)      |

## Matchs

### Summer League
| Summer League Total: 3-2 |

| Match | Date match | Équipe      | Score    | Meilleur marqueur        | Meilleur rebondeur       | Meilleur passeur      | Lieux Spectateurs      | Série |
| ----- | ---------- | ----------- | -------- | ------------------------ | ------------------------ | --------------------- | ---------------------- | ----- |
| 1     | 11 juillet | Houston     | V 95-92  | Jordan Miller (23)       | Jordan Miller (11)       | Zavier Simpson (5)    | Cox Pavilion 0         | 1 - 0 |
| 2     | 13 juillet | Milwaukee   | V 106-91 | Patrick Baldwin Jr. (22) | Patrick Baldwin Jr. (13) | Zavier Simpson (4)    | Cox Pavilion 0         | 2 - 0 |
| 3     | 14 juillet | L.A. Lakers | V 67-58  | Jordan Miller (19)       | Baldwin Jr., Miller (7)  | Christie, Simpson (6) | Thomas & Mack Center 0 | 3 - 0 |
| 4     | 17 juillet | Denver      | D 76-81  | Jordan Miller (23)       | Jordan Miller (14)       | Trentyn Flowers (5)   | Thomas & Mack Center 0 | 3 - 1 |
| 5     | 20 juillet | Memphis     | D 82-105 | Jordan Miller (24)       | John Poulakidas (7)      | Trentyn Flowers (3)   | Thomas & Mack Center 0 | 3 - 2 |

### Pré-saison
| Pré-saison Total: 0-0 (Domicile : 0-0; Extérieur : 0-0) |

### Saison régulière
| Saison régulière Total: 0-0 (Domicile : 0-0; Extérieur : 0-0) |